# Rhinocarcinosoma
El Rhinocarcinosoma es un género de euriptéridos, un grupo extinto de artrópodos acuáticos. Se han descubierto fósiles de Rhinocarcinosoma en yacimientos de edad silúrica tardía de Estados Unidos, Canadá y Vietnam. El género contiene tres especies, las estadounidenses R. cicerops y R. vaningeni y la vietnamita R. dosonensis. El nombre genérico deriva del género relacionado Carcinosoma, y del griego ῥινός (rhinós, «nariz»), en referencia a la inusual protuberancia en forma de pala en la parte delantera del caparazón (placa de la cabeza) de Rhinocarcinosoma, su característica más distintiva.
Aparte de la protuberancia, el Rhinocarcinosoma era anatómicamente muy similar a su pariente cercano, Eusarcana, aunque carecía del telson (la división más posterior del cuerpo) en forma de escorpión de ese género. Otros rasgos distintivos son unos apéndices más delgados y una ornamentación de las escamas ligeramente diferente. En cuanto al tamaño, Rhinocarcinosoma era un euriptérido carcinosomátido de tamaño medio, y la especie más grande, R. vaningeni, alcanzaba los 39 centímetros de longitud.
A diferencia de otros carcinosomátidos, el Rhinocarcinosoma no sólo se conoce en ambientes marinos, sino también en yacimientos de lagos o ríos. Estaba adaptado a vivir en el fondo, como carroñero excavador o depredador superior, alimentándose de otros invertebrados y peces pequeños.

## Descripción

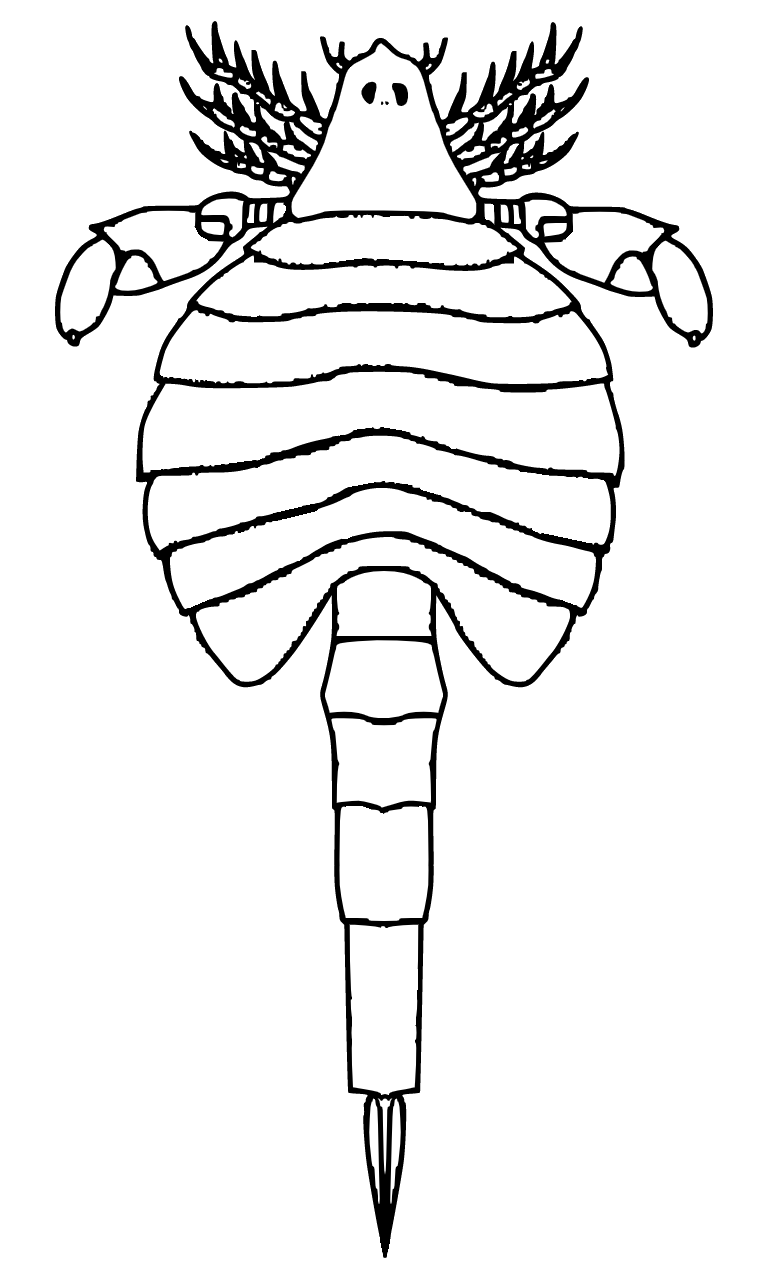
Reconstrucción de R. dosonensis

El Rhinocarcinosoma era un euriptérido carcinosomátido de tamaño medio, con la especie más grande, R. vaningeni, alcanzando longitudes de 39 centímetros (15,4 pulgadas) y la segunda más grande, R. dosonensis, alcanzando longitudes de 22 centímetros (8,7 pulgadas).  En cuanto al contorno del cuerpo, con un abdomen ancho y un postabdomen (cola) casi tubular, el Rhinocarcinosoma era similar al género relacionado Eusarcana Sus apéndices, grandes y con espinas, también son similares a los de Eusarcana, aunque los apéndices más anteriores (hacia delante) de Rhinocarcinosoma eran más delgados que los de Eusarcana.  Aunque históricamente se suponía que tenía un telson (la división más posterior del cuerpo) similar al de Eusarcana, fósiles más completos de R. dosonensis revelaron que no era así, aunque el telson se curvaba ligeramente hacia arriba. Al igual que Eusarcana, el Rhinocarcinosoma poseía una ornamentación de escamas en su caparazón (placa de la cabeza), aunque las escamas de Rhinocarcinosoma eran más pequeñas y estaban dispuestas más estrechamente. El apéndice genital tipo A (órgano reproductor femenino) del Rhinocarcinosoma era más ancho y redondeado que el de Eusarcana.
El rasgo más distintivo del Rhinocarcinosoma era la protuberancia en forma de pala desarrollada a partir de la parte más adelantada del caparazón. Es posible que el hocico se utilizara para excavar. Hasta ahora, este rasgo sólo se conoce con certeza en R. vaningeni, ya que la parte correspondiente del caparazón no se ha conservado en fósiles adultos de R. dosonensis y R. cicerops (que carece por completo de fósiles adultos conocidos).
Todas las especies de Rhinocarcinosoma comparten también otras características del caparazón, como la forma más o menos subtriangular del caparazón, con una relación anchura/longitud de aproximadamente 3:2, y el montículo ocelar (la superficie elevada donde se encontraban los ocelos, los ojos más pequeños) situado en el centro y en el punto más alto del caparazón. La especie R. cicerops comparte con R. vaningeni la posición delantera y prominente de los ocelos, pero sólo tiene un ligero desarrollo del hocico en comparación con las demás. Sus fósiles son también los más pequeños de cualquier especie, con sólo 4 centímetros (1,6 pulgadas) de longitud, pero todos los especímenes fósiles conocidos de R. cicerops son de individuos inmaduros, lo que significa que es posible que los adultos fueran aún más similares a R. vaningeni. Aunque nunca se ha realizado una sinonimia formal, es posible que R. cicerops fueran en realidad juveniles de R. vaningeni.

## Antecedentes de la investigación

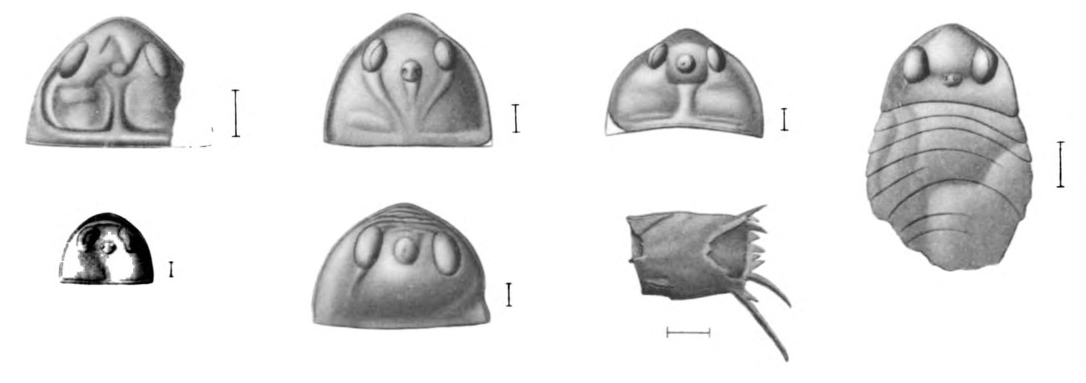
Surtido de fósiles, principalmente caparazones, de R. cicerops inmaduros.

Los fósiles de Rhinocarcinosoma se encontraron por primera vez en el Illion Shale del estado de Nueva York en los Estados Unidos, y fueron descritos y discutidos en detalle por primera vez en la obra de John Mason Clarke y Rudolf Ruedemann de 1912 The Eurypterida of New York. La primera especie descrita de Rhinocarcinosoma fue R. cicerops, descrita por Clarke en 1907 como Eurypterus? cicerops. La especie fue descrita basándose en un único caparazón descubierto en la arenisca Shawangunk en Otisville, Nueva York, de edad Llandovery-Ludlow (datación no del todo segura pero probablemente sólo Silúrico Tardío, es decir Ludlow). Aunque el espécimen era inmaduro, Clarke consideró el fósil tan inusual, en el sentido de que los ojos compuestos estaban tan desarrollados y el montículo ocelar estaba completamente desarrollado a pesar de que el espécimen era inmaduro, que le dio el nombre de una nueva especie.
Clarke y Ruedemann incluyeron la especie de Clarke en el género Eusarcus (ahora conocido como Eusarcana) en 1912, designándola como Eusarcus (?) cicerops. Junto con la reclasificación se asignaron a la especie varios fósiles más de distintos tamaños. La reclasificación a Eusarcus, aunque provisional, se basó en que la cabeza y el abdomen de E. cicerops se parecían a los de especies de ese género, en particular por la anchura del cuerpo, el contorno subtriangular del caparazón y la forma ovalada y la posición más o menos marginal de los ojos.
|  |
|  |

|  |
|  |

La especie R. vaningeni también fue descrita por Clarke y Ruedemann en The Eurypterida of New York, al igual que R. cicerops designada como especie de Eusarcus (como Eusarcus vaningeni). Considerado por Clarke y Ruedemann como «muy inesperado y peculiar» y «desconcertante», E. vaningeni fue descrito basándose en fósiles de Oriskany Creek en el condado de Oneida, Nueva York, de edad Ludlow. Aunque Clarke y Ruedemann consideraron que E. vaningeni era indudablemente similar a Eusarcus scorpionis (la especie tipo genérica) en general, la posición de los ocelos entre los ojos y la gran proyección en forma de pala en la parte delantera representaban diferencias considerables respecto al material tipo. Clarke y Ruedemann señalaron como similitudes entre las dos especies que el hocico también estaba desarrollado en R. cicerops, aunque no en el mismo grado, y que la posición de los ocelos era similar. E. vaningeni y E. cicerops fueron finalmente clasificados en su propio género, Rhinocarcinosoma, por Nestor Ivanovich Novozhilov en 1962, basándose en la ubicación de los ojos, la forma del caparazón y la protuberancia en la parte delantera del caparazón. El nombre del género deriva del género relacionado Carcinosoma y del griego ῥινός (rhinós, «nariz»).
El espécimen holotipo de R. dosonensis fue descubierto en una cantera en 1989 en la colina Ngọc Xuyên en la península de Dô Son, en el norte de Vietnam, parte de la Formación Dô Son. Inicialmente se creyó que eran los restos de un chasmataspidid, pero en 1993 se reconoció que probablemente era un fósil de carcinosomatid. En noviembre de 1993[ se descubrieron más fósiles de R. dosonensis en dos canteras de la colina Ngọc Xuyên. Aunque en aquel momento no se dio nombre a ninguna nueva especie, los fósiles de euriptéridos pudieron identificarse rápidamente como pertenecientes a Rhinocarcinosoma. En 2002 se describió la nueva especie R. dosonensis, llamada así por la península de Dô Son, basándose en los fósiles vietnamitas. Aunque los fósiles vietnamitas no conservaban la característica diagnóstica de Rhinocarcinosoma, la protuberancia en forma de pala en la parte delantera del caparazón (aunque algunos especímenes juveniles conservan una ligera protuberancia), podían ser referidos a Rhinocarcinosoma debido al apéndice genital tipo A redondeado, la forma triangular del caparazón y la forma delgada de los apéndices más anteriores.
El material fósil de R. dosonensis es el más completo de todas las especies de Rhinocarcinosoma. La nueva especie R. dosonensis se creó a partir de los fósiles, ya que diferían tanto de R. cicerops como de R. vaningeni. Un ejemplar juvenil de R. dosonensis, de aproximadamente el mismo tamaño que los ejemplares de R. cicerops, tiene una forma de caparazón marcadamente diferente y, mientras que el metastoma (una placa en la parte inferior del abdomen) de R. vaningeni aumenta de tamaño en la parte anterior, en R. dosonensis se mantiene más o menos del mismo tamaño.
Aunque Rhinocarcinosoma es un género muy raro de euriptéridos, también se han encontrado especímenes en otros lugares, aunque no se han asignado a ninguna especie en particular. En 1985, Brian Jones y Erik N. Kjellesvig-Waering refirieron una parte mal conservada de un prosoma recuperado en la Formación Leopold en la Isla Somerset en Canadá a Rhinocarcinosoma sp. indet., una asignación que se ha mantenido como correcta en investigaciones posteriores. En 1992, Samuel J. Ciurca informó de un espécimen de Rhinocarcinosoma, un caparazón, de la Formación McKenzie justo al este de Lock Haven, Pennsylvania.

## Clasificación

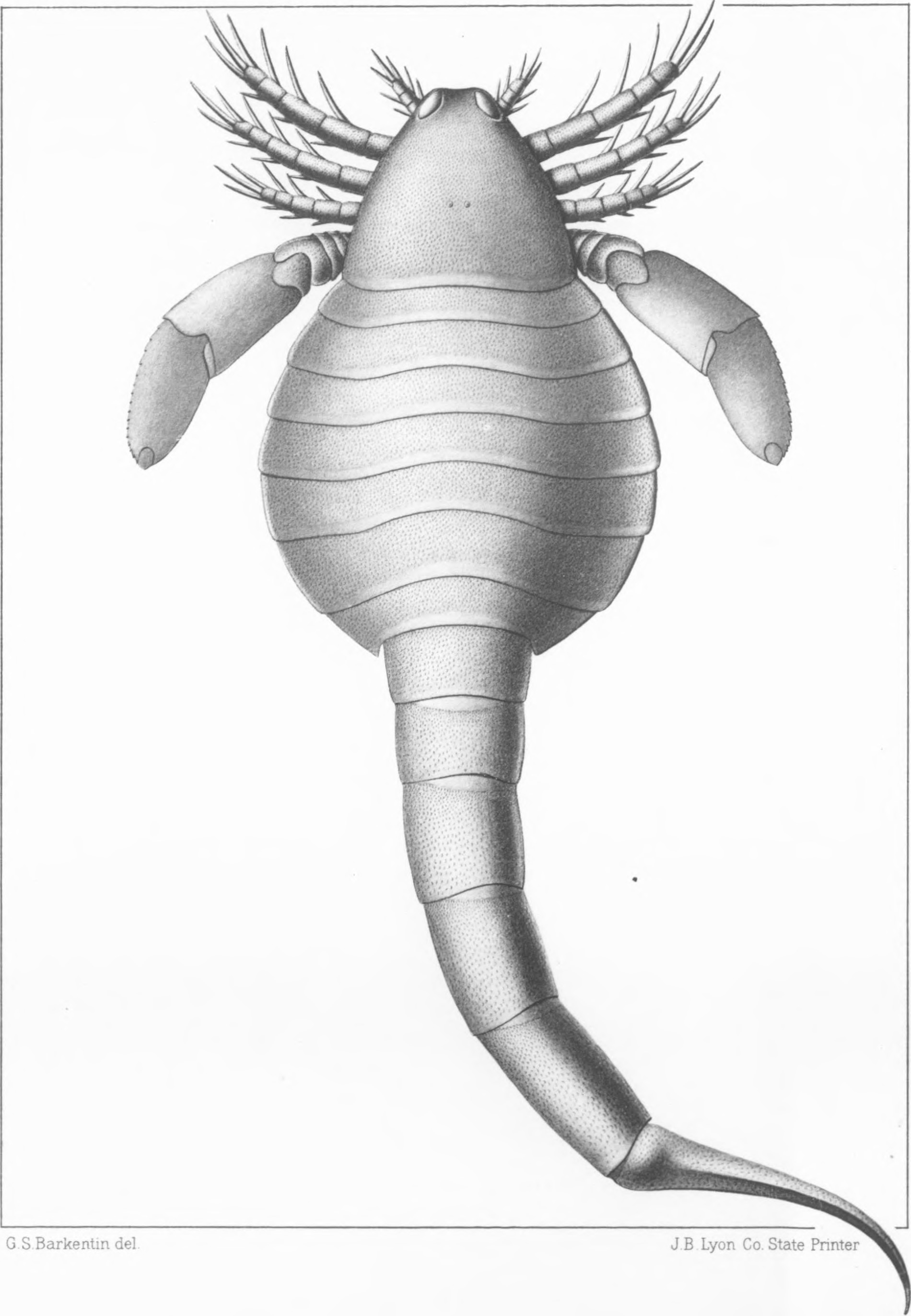
Reconstrucción de Eusarcana, pariente cercano de Rhinocarcinosoma

El Rhinocarcinosoma se clasifica como parte de la familia Carcinosomatidae, una familia dentro de la superfamilia Carcinosomatoidea, junto con los géneros Carcinosoma, Eocarcinosoma, Eusarcana y posiblemente Holmipterus. El primer cladograma a continuación es una adaptación de un cladograma más grande (simplificado para mostrar sólo los Carcinosomatoidea) en un estudio de 2007 por el investigador de euriptéridos O. Erik Tetlie, que a su vez se basaba en los resultados de varios análisis filogenéticos sobre euriptéridos realizados entre 2004 y 2007. El segundo cladograma que aparece a continuación está simplificado a partir de un estudio de Lamsdell et al. (2015).
|  | Eusarcana scorpionis       |
|  |                            |
|  | Rhinocarcinosoma vaningeni |
|  |                            |

|  | Mixopterus multispinosus                                                   |
|  |                                                                            |
|  | \| \| Mixopterus simonsoni \| \| \| \| \| \| Mixopterus kiaeri \| \| \| \| |
|  |                                                                            |
|  | Mixopterus simonsoni                                                       |
|  |                                                                            |
|  | Mixopterus kiaeri                                                          |
|  |                                                                            |

|  | Mixopterus simonsoni |
|  |                      |
|  | Mixopterus kiaeri    |
|  |                      |

|  | Mixopterus multispinosus                                                   |
|  |                                                                            |
|  | \| \| Mixopterus simonsoni \| \| \| \| \| \| Mixopterus kiaeri \| \| \| \| |
|  |                                                                            |
|  | Mixopterus simonsoni                                                       |
|  |                                                                            |
|  | Mixopterus kiaeri                                                          |
|  |                                                                            |

|  | Mixopterus simonsoni |
|  |                      |
|  | Mixopterus kiaeri    |
|  |                      |

|  | Eusarcana scorpionis       |
|  |                            |
|  | Rhinocarcinosoma vaningeni |
|  |                            |

|  | Mixopterus multispinosus                                                   |
|  |                                                                            |
|  | \| \| Mixopterus simonsoni \| \| \| \| \| \| Mixopterus kiaeri \| \| \| \| |
|  |                                                                            |
|  | Mixopterus simonsoni                                                       |
|  |                                                                            |
|  | Mixopterus kiaeri                                                          |
|  |                                                                            |

|  | Mixopterus simonsoni |
|  |                      |
|  | Mixopterus kiaeri    |
|  |                      |

|  | Mixopterus multispinosus                                                   |
|  |                                                                            |
|  | \| \| Mixopterus simonsoni \| \| \| \| \| \| Mixopterus kiaeri \| \| \| \| |
|  |                                                                            |
|  | Mixopterus simonsoni                                                       |
|  |                                                                            |
|  | Mixopterus kiaeri                                                          |
|  |                                                                            |

|  | Mixopterus simonsoni |
|  |                      |
|  | Mixopterus kiaeri    |
|  |                      |

|  | Eusarcana scorpionis       |
|  |                            |
|  | Rhinocarcinosoma vaningeni |
|  |                            |

|  | Mixopterus multispinosus                                                   |
|  |                                                                            |
|  | \| \| Mixopterus simonsoni \| \| \| \| \| \| Mixopterus kiaeri \| \| \| \| |
|  |                                                                            |
|  | Mixopterus simonsoni                                                       |
|  |                                                                            |
|  | Mixopterus kiaeri                                                          |
|  |                                                                            |

|  | Mixopterus simonsoni |
|  |                      |
|  | Mixopterus kiaeri    |
|  |                      |

|  | Mixopterus multispinosus                                                   |
|  |                                                                            |
|  | \| \| Mixopterus simonsoni \| \| \| \| \| \| Mixopterus kiaeri \| \| \| \| |
|  |                                                                            |
|  | Mixopterus simonsoni                                                       |
|  |                                                                            |
|  | Mixopterus kiaeri                                                          |
|  |                                                                            |

|  | Mixopterus simonsoni |
|  |                      |
|  | Mixopterus kiaeri    |
|  |                      |

|  | Eusarcana scorpionis       |
|  |                            |
|  | Rhinocarcinosoma vaningeni |
|  |                            |

|  | Mixopterus multispinosus                                                   |
|  |                                                                            |
|  | \| \| Mixopterus simonsoni \| \| \| \| \| \| Mixopterus kiaeri \| \| \| \| |
|  |                                                                            |
|  | Mixopterus simonsoni                                                       |
|  |                                                                            |
|  | Mixopterus kiaeri                                                          |
|  |                                                                            |

|  | Mixopterus simonsoni |
|  |                      |
|  | Mixopterus kiaeri    |
|  |                      |

|  | Mixopterus multispinosus                                                   |
|  |                                                                            |
|  | \| \| Mixopterus simonsoni \| \| \| \| \| \| Mixopterus kiaeri \| \| \| \| |
|  |                                                                            |
|  | Mixopterus simonsoni                                                       |
|  |                                                                            |
|  | Mixopterus kiaeri                                                          |
|  |                                                                            |

|  | Mixopterus simonsoni |
|  |                      |
|  | Mixopterus kiaeri    |
|  |                      |

|  | Eusarcana scorpionis       |
|  |                            |
|  | Rhinocarcinosoma vaningeni |
|  |                            |

|  | Mixopterus multispinosus                                                   |
|  |                                                                            |
|  | \| \| Mixopterus simonsoni \| \| \| \| \| \| Mixopterus kiaeri \| \| \| \| |
|  |                                                                            |
|  | Mixopterus simonsoni                                                       |
|  |                                                                            |
|  | Mixopterus kiaeri                                                          |
|  |                                                                            |

|  | Mixopterus simonsoni |
|  |                      |
|  | Mixopterus kiaeri    |
|  |                      |

|  | Mixopterus multispinosus                                                   |
|  |                                                                            |
|  | \| \| Mixopterus simonsoni \| \| \| \| \| \| Mixopterus kiaeri \| \| \| \| |
|  |                                                                            |
|  | Mixopterus simonsoni                                                       |
|  |                                                                            |
|  | Mixopterus kiaeri                                                          |
|  |                                                                            |

|  | Mixopterus simonsoni |
|  |                      |
|  | Mixopterus kiaeri    |
|  |                      |

|  | Eusarcana scorpionis       |
|  |                            |
|  | Rhinocarcinosoma vaningeni |
|  |                            |

|  | Mixopterus multispinosus                                                   |
|  |                                                                            |
|  | \| \| Mixopterus simonsoni \| \| \| \| \| \| Mixopterus kiaeri \| \| \| \| |
|  |                                                                            |
|  | Mixopterus simonsoni                                                       |
|  |                                                                            |
|  | Mixopterus kiaeri                                                          |
|  |                                                                            |

|  | Mixopterus simonsoni |
|  |                      |
|  | Mixopterus kiaeri    |
|  |                      |

|  | Mixopterus multispinosus                                                   |
|  |                                                                            |
|  | \| \| Mixopterus simonsoni \| \| \| \| \| \| Mixopterus kiaeri \| \| \| \| |
|  |                                                                            |
|  | Mixopterus simonsoni                                                       |
|  |                                                                            |
|  | Mixopterus kiaeri                                                          |
|  |                                                                            |

|  | Mixopterus simonsoni |
|  |                      |
|  | Mixopterus kiaeri    |
|  |                      |

|  | Eusarcana scorpionis       |
|  |                            |
|  | Rhinocarcinosoma vaningeni |
|  |                            |

|  | Mixopterus multispinosus                                                   |
|  |                                                                            |
|  | \| \| Mixopterus simonsoni \| \| \| \| \| \| Mixopterus kiaeri \| \| \| \| |
|  |                                                                            |
|  | Mixopterus simonsoni                                                       |
|  |                                                                            |
|  | Mixopterus kiaeri                                                          |
|  |                                                                            |

|  | Mixopterus simonsoni |
|  |                      |
|  | Mixopterus kiaeri    |
|  |                      |

|  | Mixopterus multispinosus                                                   |
|  |                                                                            |
|  | \| \| Mixopterus simonsoni \| \| \| \| \| \| Mixopterus kiaeri \| \| \| \| |
|  |                                                                            |
|  | Mixopterus simonsoni                                                       |
|  |                                                                            |
|  | Mixopterus kiaeri                                                          |
|  |                                                                            |

|  | Mixopterus simonsoni |
|  |                      |
|  | Mixopterus kiaeri    |
|  |                      |

|  | Eusarcana scorpionis       |
|  |                            |
|  | Rhinocarcinosoma vaningeni |
|  |                            |

|  | Mixopterus multispinosus                                                   |
|  |                                                                            |
|  | \| \| Mixopterus simonsoni \| \| \| \| \| \| Mixopterus kiaeri \| \| \| \| |
|  |                                                                            |
|  | Mixopterus simonsoni                                                       |
|  |                                                                            |
|  | Mixopterus kiaeri                                                          |
|  |                                                                            |

|  | Mixopterus simonsoni |
|  |                      |
|  | Mixopterus kiaeri    |
|  |                      |

|  | Mixopterus multispinosus                                                   |
|  |                                                                            |
|  | \| \| Mixopterus simonsoni \| \| \| \| \| \| Mixopterus kiaeri \| \| \| \| |
|  |                                                                            |
|  | Mixopterus simonsoni                                                       |
|  |                                                                            |
|  | Mixopterus kiaeri                                                          |
|  |                                                                            |

|  | Mixopterus simonsoni |
|  |                      |
|  | Mixopterus kiaeri    |
|  |                      |

|  | Eusarcana scorpionis       |
|  |                            |
|  | Rhinocarcinosoma vaningeni |
|  |                            |

|  | Mixopterus multispinosus                                                   |
|  |                                                                            |
|  | \| \| Mixopterus simonsoni \| \| \| \| \| \| Mixopterus kiaeri \| \| \| \| |
|  |                                                                            |
|  | Mixopterus simonsoni                                                       |
|  |                                                                            |
|  | Mixopterus kiaeri                                                          |
|  |                                                                            |

|  | Mixopterus simonsoni |
|  |                      |
|  | Mixopterus kiaeri    |
|  |                      |

|  | Mixopterus multispinosus                                                   |
|  |                                                                            |
|  | \| \| Mixopterus simonsoni \| \| \| \| \| \| Mixopterus kiaeri \| \| \| \| |
|  |                                                                            |
|  | Mixopterus simonsoni                                                       |
|  |                                                                            |
|  | Mixopterus kiaeri                                                          |
|  |                                                                            |

|  | Mixopterus simonsoni |
|  |                      |
|  | Mixopterus kiaeri    |
|  |                      |

|  | Eusarcana scorpionis       |
|  |                            |
|  | Rhinocarcinosoma vaningeni |
|  |                            |

|  | Mixopterus multispinosus                                                   |
|  |                                                                            |
|  | \| \| Mixopterus simonsoni \| \| \| \| \| \| Mixopterus kiaeri \| \| \| \| |
|  |                                                                            |
|  | Mixopterus simonsoni                                                       |
|  |                                                                            |
|  | Mixopterus kiaeri                                                          |
|  |                                                                            |

|  | Mixopterus simonsoni |
|  |                      |
|  | Mixopterus kiaeri    |
|  |                      |

|  | Mixopterus multispinosus                                                   |
|  |                                                                            |
|  | \| \| Mixopterus simonsoni \| \| \| \| \| \| Mixopterus kiaeri \| \| \| \| |
|  |                                                                            |
|  | Mixopterus simonsoni                                                       |
|  |                                                                            |
|  | Mixopterus kiaeri                                                          |
|  |                                                                            |

|  | Mixopterus simonsoni |
|  |                      |
|  | Mixopterus kiaeri    |
|  |                      |

|  | Eusarcana scorpionis       |
|  |                            |
|  | Rhinocarcinosoma vaningeni |
|  |                            |

|  | Mixopterus multispinosus                                                   |
|  |                                                                            |
|  | \| \| Mixopterus simonsoni \| \| \| \| \| \| Mixopterus kiaeri \| \| \| \| |
|  |                                                                            |
|  | Mixopterus simonsoni                                                       |
|  |                                                                            |
|  | Mixopterus kiaeri                                                          |
|  |                                                                            |

|  | Mixopterus simonsoni |
|  |                      |
|  | Mixopterus kiaeri    |
|  |                      |

|  | Mixopterus multispinosus                                                   |
|  |                                                                            |
|  | \| \| Mixopterus simonsoni \| \| \| \| \| \| Mixopterus kiaeri \| \| \| \| |
|  |                                                                            |
|  | Mixopterus simonsoni                                                       |
|  |                                                                            |
|  | Mixopterus kiaeri                                                          |
|  |                                                                            |

|  | Mixopterus simonsoni |
|  |                      |
|  | Mixopterus kiaeri    |
|  |                      |

|  | Eusarcana scorpionis       |
|  |                            |
|  | Rhinocarcinosoma vaningeni |
|  |                            |

|  | Mixopterus multispinosus                                                   |
|  |                                                                            |
|  | \| \| Mixopterus simonsoni \| \| \| \| \| \| Mixopterus kiaeri \| \| \| \| |
|  |                                                                            |
|  | Mixopterus simonsoni                                                       |
|  |                                                                            |
|  | Mixopterus kiaeri                                                          |
|  |                                                                            |

|  | Mixopterus simonsoni |
|  |                      |
|  | Mixopterus kiaeri    |
|  |                      |

|  | Mixopterus multispinosus                                                   |
|  |                                                                            |
|  | \| \| Mixopterus simonsoni \| \| \| \| \| \| Mixopterus kiaeri \| \| \| \| |
|  |                                                                            |
|  | Mixopterus simonsoni                                                       |
|  |                                                                            |
|  | Mixopterus kiaeri                                                          |
|  |                                                                            |

|  | Mixopterus simonsoni |
|  |                      |
|  | Mixopterus kiaeri    |
|  |                      |

|  | Eusarcana scorpionis       |
|  |                            |
|  | Rhinocarcinosoma vaningeni |
|  |                            |

|  | Mixopterus multispinosus                                                   |
|  |                                                                            |
|  | \| \| Mixopterus simonsoni \| \| \| \| \| \| Mixopterus kiaeri \| \| \| \| |
|  |                                                                            |
|  | Mixopterus simonsoni                                                       |
|  |                                                                            |
|  | Mixopterus kiaeri                                                          |
|  |                                                                            |

|  | Mixopterus simonsoni |
|  |                      |
|  | Mixopterus kiaeri    |
|  |                      |

|  | Mixopterus multispinosus                                                   |
|  |                                                                            |
|  | \| \| Mixopterus simonsoni \| \| \| \| \| \| Mixopterus kiaeri \| \| \| \| |
|  |                                                                            |
|  | Mixopterus simonsoni                                                       |
|  |                                                                            |
|  | Mixopterus kiaeri                                                          |
|  |                                                                            |

|  | Mixopterus simonsoni |
|  |                      |
|  | Mixopterus kiaeri    |
|  |                      |

|  | Eusarcana scorpionis       |
|  |                            |
|  | Rhinocarcinosoma vaningeni |
|  |                            |

|  | Mixopterus multispinosus                                                   |
|  |                                                                            |
|  | \| \| Mixopterus simonsoni \| \| \| \| \| \| Mixopterus kiaeri \| \| \| \| |
|  |                                                                            |
|  | Mixopterus simonsoni                                                       |
|  |                                                                            |
|  | Mixopterus kiaeri                                                          |
|  |                                                                            |

|  | Mixopterus simonsoni |
|  |                      |
|  | Mixopterus kiaeri    |
|  |                      |

|  | Mixopterus multispinosus                                                   |
|  |                                                                            |
|  | \| \| Mixopterus simonsoni \| \| \| \| \| \| Mixopterus kiaeri \| \| \| \| |
|  |                                                                            |
|  | Mixopterus simonsoni                                                       |
|  |                                                                            |
|  | Mixopterus kiaeri                                                          |
|  |                                                                            |

|  | Mixopterus simonsoni |
|  |                      |
|  | Mixopterus kiaeri    |
|  |                      |

|  | Eusarcana scorpionis       |
|  |                            |
|  | Rhinocarcinosoma vaningeni |
|  |                            |

|  | Mixopterus multispinosus                                                   |
|  |                                                                            |
|  | \| \| Mixopterus simonsoni \| \| \| \| \| \| Mixopterus kiaeri \| \| \| \| |
|  |                                                                            |
|  | Mixopterus simonsoni                                                       |
|  |                                                                            |
|  | Mixopterus kiaeri                                                          |
|  |                                                                            |

|  | Mixopterus simonsoni |
|  |                      |
|  | Mixopterus kiaeri    |
|  |                      |

|  | Mixopterus multispinosus                                                   |
|  |                                                                            |
|  | \| \| Mixopterus simonsoni \| \| \| \| \| \| Mixopterus kiaeri \| \| \| \| |
|  |                                                                            |
|  | Mixopterus simonsoni                                                       |
|  |                                                                            |
|  | Mixopterus kiaeri                                                          |
|  |                                                                            |

|  | Mixopterus simonsoni |
|  |                      |
|  | Mixopterus kiaeri    |
|  |                      |

|  | Eusarcana scorpionis       |
|  |                            |
|  | Rhinocarcinosoma vaningeni |
|  |                            |

|  | Mixopterus multispinosus                                                   |
|  |                                                                            |
|  | \| \| Mixopterus simonsoni \| \| \| \| \| \| Mixopterus kiaeri \| \| \| \| |
|  |                                                                            |
|  | Mixopterus simonsoni                                                       |
|  |                                                                            |
|  | Mixopterus kiaeri                                                          |
|  |                                                                            |

|  | Mixopterus simonsoni |
|  |                      |
|  | Mixopterus kiaeri    |
|  |                      |

|  | Mixopterus multispinosus                                                   |
|  |                                                                            |
|  | \| \| Mixopterus simonsoni \| \| \| \| \| \| Mixopterus kiaeri \| \| \| \| |
|  |                                                                            |
|  | Mixopterus simonsoni                                                       |
|  |                                                                            |
|  | Mixopterus kiaeri                                                          |
|  |                                                                            |

|  | Mixopterus simonsoni |
|  |                      |
|  | Mixopterus kiaeri    |
|  |                      |

|  | Carcinosoma newlini  |
|  |                      |
|  | Carcinosoma libertyi |
|  |                      |

|  | Eusarcana acrocephalus |
|  |                        |
|  | Eusarcana scorpionis   |
|  |                        |

|  | Carcinosoma newlini  |
|  |                      |
|  | Carcinosoma libertyi |
|  |                      |

|  | Eusarcana acrocephalus |
|  |                        |
|  | Eusarcana scorpionis   |
|  |                        |

|  | Carcinosoma newlini  |
|  |                      |
|  | Carcinosoma libertyi |
|  |                      |

|  | Eusarcana acrocephalus |
|  |                        |
|  | Eusarcana scorpionis   |
|  |                        |

|  | Carcinosoma newlini  |
|  |                      |
|  | Carcinosoma libertyi |
|  |                      |

|  | Eusarcana acrocephalus |
|  |                        |
|  | Eusarcana scorpionis   |
|  |                        |

|  | Carcinosoma newlini  |
|  |                      |
|  | Carcinosoma libertyi |
|  |                      |

|  | Eusarcana acrocephalus |
|  |                        |
|  | Eusarcana scorpionis   |
|  |                        |

|  | Carcinosoma newlini  |
|  |                      |
|  | Carcinosoma libertyi |
|  |                      |

|  | Eusarcana acrocephalus |
|  |                        |
|  | Eusarcana scorpionis   |
|  |                        |

|  | Carcinosoma newlini  |
|  |                      |
|  | Carcinosoma libertyi |
|  |                      |

|  | Eusarcana acrocephalus |
|  |                        |
|  | Eusarcana scorpionis   |
|  |                        |

|  | Carcinosoma newlini  |
|  |                      |
|  | Carcinosoma libertyi |
|  |                      |

|  | Eusarcana acrocephalus |
|  |                        |
|  | Eusarcana scorpionis   |
|  |                        |

|  | Carcinosoma newlini  |
|  |                      |
|  | Carcinosoma libertyi |
|  |                      |

|  | Eusarcana acrocephalus |
|  |                        |
|  | Eusarcana scorpionis   |
|  |                        |

|  | Carcinosoma newlini  |
|  |                      |
|  | Carcinosoma libertyi |
|  |                      |

|  | Eusarcana acrocephalus |
|  |                        |
|  | Eusarcana scorpionis   |
|  |                        |

|  | Carcinosoma newlini  |
|  |                      |
|  | Carcinosoma libertyi |
|  |                      |

|  | Eusarcana acrocephalus |
|  |                        |
|  | Eusarcana scorpionis   |
|  |                        |

|  | Carcinosoma newlini  |
|  |                      |
|  | Carcinosoma libertyi |
|  |                      |

|  | Eusarcana acrocephalus |
|  |                        |
|  | Eusarcana scorpionis   |
|  |                        |

|  | Carcinosoma newlini  |
|  |                      |
|  | Carcinosoma libertyi |
|  |                      |

|  | Eusarcana acrocephalus |
|  |                        |
|  | Eusarcana scorpionis   |
|  |                        |

|  | Carcinosoma newlini  |
|  |                      |
|  | Carcinosoma libertyi |
|  |                      |

|  | Eusarcana acrocephalus |
|  |                        |
|  | Eusarcana scorpionis   |
|  |                        |

|  | Carcinosoma newlini  |
|  |                      |
|  | Carcinosoma libertyi |
|  |                      |

|  | Eusarcana acrocephalus |
|  |                        |
|  | Eusarcana scorpionis   |
|  |                        |

|  | Carcinosoma newlini  |
|  |                      |
|  | Carcinosoma libertyi |
|  |                      |

|  | Eusarcana acrocephalus |
|  |                        |
|  | Eusarcana scorpionis   |
|  |                        |

|  | Carcinosoma newlini  |
|  |                      |
|  | Carcinosoma libertyi |
|  |                      |

|  | Eusarcana acrocephalus |
|  |                        |
|  | Eusarcana scorpionis   |
|  |                        |

|  | Carcinosoma newlini  |
|  |                      |
|  | Carcinosoma libertyi |
|  |                      |

|  | Eusarcana acrocephalus |
|  |                        |
|  | Eusarcana scorpionis   |
|  |                        |

|  | Carcinosoma newlini  |
|  |                      |
|  | Carcinosoma libertyi |
|  |                      |

|  | Eusarcana acrocephalus |
|  |                        |
|  | Eusarcana scorpionis   |
|  |                        |

|  | Carcinosoma newlini  |
|  |                      |
|  | Carcinosoma libertyi |
|  |                      |

|  | Eusarcana acrocephalus |
|  |                        |
|  | Eusarcana scorpionis   |
|  |                        |

|  | Carcinosoma newlini  |
|  |                      |
|  | Carcinosoma libertyi |
|  |                      |

|  | Eusarcana acrocephalus |
|  |                        |
|  | Eusarcana scorpionis   |
|  |                        |

|  | Carcinosoma newlini  |
|  |                      |
|  | Carcinosoma libertyi |
|  |                      |

|  | Eusarcana acrocephalus |
|  |                        |
|  | Eusarcana scorpionis   |
|  |                        |

|  | Carcinosoma newlini  |
|  |                      |
|  | Carcinosoma libertyi |
|  |                      |

|  | Eusarcana acrocephalus |
|  |                        |
|  | Eusarcana scorpionis   |
|  |                        |

|  | Carcinosoma newlini  |
|  |                      |
|  | Carcinosoma libertyi |
|  |                      |

|  | Eusarcana acrocephalus |
|  |                        |
|  | Eusarcana scorpionis   |
|  |                        |

|  | Carcinosoma newlini  |
|  |                      |
|  | Carcinosoma libertyi |
|  |                      |

|  | Eusarcana acrocephalus |
|  |                        |
|  | Eusarcana scorpionis   |
|  |                        |

|  | Carcinosoma newlini  |
|  |                      |
|  | Carcinosoma libertyi |
|  |                      |

|  | Eusarcana acrocephalus |
|  |                        |
|  | Eusarcana scorpionis   |
|  |                        |

|  | Carcinosoma newlini  |
|  |                      |
|  | Carcinosoma libertyi |
|  |                      |

|  | Eusarcana acrocephalus |
|  |                        |
|  | Eusarcana scorpionis   |
|  |                        |

|  | Carcinosoma newlini  |
|  |                      |
|  | Carcinosoma libertyi |
|  |                      |

|  | Eusarcana acrocephalus |
|  |                        |
|  | Eusarcana scorpionis   |
|  |                        |

|  | Carcinosoma newlini  |
|  |                      |
|  | Carcinosoma libertyi |
|  |                      |

|  | Eusarcana acrocephalus |
|  |                        |
|  | Eusarcana scorpionis   |
|  |                        |

|  | Carcinosoma newlini  |
|  |                      |
|  | Carcinosoma libertyi |
|  |                      |

|  | Eusarcana acrocephalus |
|  |                        |
|  | Eusarcana scorpionis   |
|  |                        |

|  | Carcinosoma newlini  |
|  |                      |
|  | Carcinosoma libertyi |
|  |                      |

|  | Eusarcana acrocephalus |
|  |                        |
|  | Eusarcana scorpionis   |
|  |                        |

|  | Carcinosoma newlini  |
|  |                      |
|  | Carcinosoma libertyi |
|  |                      |

|  | Eusarcana acrocephalus |
|  |                        |
|  | Eusarcana scorpionis   |
|  |                        |

|  | Carcinosoma newlini  |
|  |                      |
|  | Carcinosoma libertyi |
|  |                      |

|  | Eusarcana acrocephalus |
|  |                        |
|  | Eusarcana scorpionis   |
|  |                        |

|  | Carcinosoma newlini  |
|  |                      |
|  | Carcinosoma libertyi |
|  |                      |

|  | Eusarcana acrocephalus |
|  |                        |
|  | Eusarcana scorpionis   |
|  |                        |

|  | Carcinosoma newlini  |
|  |                      |
|  | Carcinosoma libertyi |
|  |                      |

|  | Eusarcana acrocephalus |
|  |                        |
|  | Eusarcana scorpionis   |
|  |                        |

|  | Carcinosoma newlini  |
|  |                      |
|  | Carcinosoma libertyi |
|  |                      |

|  | Eusarcana acrocephalus |
|  |                        |
|  | Eusarcana scorpionis   |
|  |                        |

|  | Carcinosoma newlini  |
|  |                      |
|  | Carcinosoma libertyi |
|  |                      |

|  | Eusarcana acrocephalus |
|  |                        |
|  | Eusarcana scorpionis   |
|  |                        |

|  | Carcinosoma newlini  |
|  |                      |
|  | Carcinosoma libertyi |
|  |                      |

|  | Eusarcana acrocephalus |
|  |                        |
|  | Eusarcana scorpionis   |
|  |                        |

|  | Carcinosoma newlini  |
|  |                      |
|  | Carcinosoma libertyi |
|  |                      |

|  | Eusarcana acrocephalus |
|  |                        |
|  | Eusarcana scorpionis   |
|  |                        |

|  | Carcinosoma newlini  |
|  |                      |
|  | Carcinosoma libertyi |
|  |                      |

|  | Eusarcana acrocephalus |
|  |                        |
|  | Eusarcana scorpionis   |
|  |                        |

|  | Carcinosoma newlini  |
|  |                      |
|  | Carcinosoma libertyi |
|  |                      |

|  | Eusarcana acrocephalus |
|  |                        |
|  | Eusarcana scorpionis   |
|  |                        |

|  | Carcinosoma newlini  |
|  |                      |
|  | Carcinosoma libertyi |
|  |                      |

|  | Eusarcana acrocephalus |
|  |                        |
|  | Eusarcana scorpionis   |
|  |                        |

|  | Carcinosoma newlini  |
|  |                      |
|  | Carcinosoma libertyi |
|  |                      |

|  | Eusarcana acrocephalus |
|  |                        |
|  | Eusarcana scorpionis   |
|  |                        |

|  | Carcinosoma newlini  |
|  |                      |
|  | Carcinosoma libertyi |
|  |                      |

|  | Eusarcana acrocephalus |
|  |                        |
|  | Eusarcana scorpionis   |
|  |                        |

|  | Carcinosoma newlini  |
|  |                      |
|  | Carcinosoma libertyi |
|  |                      |

|  | Eusarcana acrocephalus |
|  |                        |
|  | Eusarcana scorpionis   |
|  |                        |

|  | Carcinosoma newlini  |
|  |                      |
|  | Carcinosoma libertyi |
|  |                      |

|  | Eusarcana acrocephalus |
|  |                        |
|  | Eusarcana scorpionis   |
|  |                        |

|  | Carcinosoma newlini  |
|  |                      |
|  | Carcinosoma libertyi |
|  |                      |

|  | Eusarcana acrocephalus |
|  |                        |
|  | Eusarcana scorpionis   |
|  |                        |

|  | Carcinosoma newlini  |
|  |                      |
|  | Carcinosoma libertyi |
|  |                      |

|  | Eusarcana acrocephalus |
|  |                        |
|  | Eusarcana scorpionis   |
|  |                        |

|  | Carcinosoma newlini  |
|  |                      |
|  | Carcinosoma libertyi |
|  |                      |

|  | Eusarcana acrocephalus |
|  |                        |
|  | Eusarcana scorpionis   |
|  |                        |

|  | Carcinosoma newlini  |
|  |                      |
|  | Carcinosoma libertyi |
|  |                      |

|  | Eusarcana acrocephalus |
|  |                        |
|  | Eusarcana scorpionis   |
|  |                        |

|  | Carcinosoma newlini  |
|  |                      |
|  | Carcinosoma libertyi |
|  |                      |

|  | Eusarcana acrocephalus |
|  |                        |
|  | Eusarcana scorpionis   |
|  |                        |

|  | Carcinosoma newlini  |
|  |                      |
|  | Carcinosoma libertyi |
|  |                      |

|  | Eusarcana acrocephalus |
|  |                        |
|  | Eusarcana scorpionis   |
|  |                        |

|  | Carcinosoma newlini  |
|  |                      |
|  | Carcinosoma libertyi |
|  |                      |

|  | Eusarcana acrocephalus |
|  |                        |
|  | Eusarcana scorpionis   |
|  |                        |

|  | Carcinosoma newlini  |
|  |                      |
|  | Carcinosoma libertyi |
|  |                      |

|  | Eusarcana acrocephalus |
|  |                        |
|  | Eusarcana scorpionis   |
|  |                        |

|  | Carcinosoma newlini  |
|  |                      |
|  | Carcinosoma libertyi |
|  |                      |

|  | Eusarcana acrocephalus |
|  |                        |
|  | Eusarcana scorpionis   |
|  |                        |

|  | Carcinosoma newlini  |
|  |                      |
|  | Carcinosoma libertyi |
|  |                      |

|  | Eusarcana acrocephalus |
|  |                        |
|  | Eusarcana scorpionis   |
|  |                        |

|  | Carcinosoma newlini  |
|  |                      |
|  | Carcinosoma libertyi |
|  |                      |

|  | Eusarcana acrocephalus |
|  |                        |
|  | Eusarcana scorpionis   |
|  |                        |

|  | Carcinosoma newlini  |
|  |                      |
|  | Carcinosoma libertyi |
|  |                      |

|  | Eusarcana acrocephalus |
|  |                        |
|  | Eusarcana scorpionis   |
|  |                        |

|  | Carcinosoma newlini  |
|  |                      |
|  | Carcinosoma libertyi |
|  |                      |

|  | Eusarcana acrocephalus |
|  |                        |
|  | Eusarcana scorpionis   |
|  |                        |

|  | Carcinosoma newlini  |
|  |                      |
|  | Carcinosoma libertyi |
|  |                      |

|  | Eusarcana acrocephalus |
|  |                        |
|  | Eusarcana scorpionis   |
|  |                        |

|  | Carcinosoma newlini  |
|  |                      |
|  | Carcinosoma libertyi |
|  |                      |

|  | Eusarcana acrocephalus |
|  |                        |
|  | Eusarcana scorpionis   |
|  |                        |

|  | Carcinosoma newlini  |
|  |                      |
|  | Carcinosoma libertyi |
|  |                      |

|  | Eusarcana acrocephalus |
|  |                        |
|  | Eusarcana scorpionis   |
|  |                        |

|  | Carcinosoma newlini  |
|  |                      |
|  | Carcinosoma libertyi |
|  |                      |

|  | Eusarcana acrocephalus |
|  |                        |
|  | Eusarcana scorpionis   |
|  |                        |

|  | Carcinosoma newlini  |
|  |                      |
|  | Carcinosoma libertyi |
|  |                      |

|  | Eusarcana acrocephalus |
|  |                        |
|  | Eusarcana scorpionis   |
|  |                        |

## Paleoecología

Tamaño de las tres especies de Rhinocarcinosoma en comparación con una mano humana

Los euriptéridos carcinosomátidos, como Rhinocarcinosoma, se encuentran entre los euriptéridos más marinos,[ conocidos de depósitos que en su día fueron arrecifes, algunos en entornos lagunares, y aguas más profundas. A diferencia de otros carcinosomátidos, los fósiles de Rhinocarcinosoma también se conocen de entornos no marinos, como entornos fluviales (ríos) y lacustres (lagos). El desarrollo en forma de pala de la parte delantera del caparazón de Rhinocarcinosoma sugiere un estilo de vida «fangoso» y que habita en el fondo. Otra prueba de que Rhinocarcinosoma es un género que vive en el fondo es que sus palas natatorias son de tamaño reducido en comparación con las de sus parientes, como Carcinosoma. Es probable que Rhinocarcinosoma fuera o bien un depredador superior, excavando activamente en busca de presas o excavando y acechando, o bien un carroñero, excavando en busca de restos, en su entorno. Dado su tamaño, es posible que Rhinocarcinosoma se alimentara de gusanos, otros artrópodos, lingúlidos y peces pequeños. Lo más probable es que Rhinocarcinosoma se alimentara utilizando sus apéndices espinosos orientados hacia delante para empujar la comida hacia la boca.
Los yacimientos de Otisville donde se ha descubierto R. cicerops también han proporcionado otros euriptéridos, como Hughmilleria shawangunk, Nanahughmilleria clarkei, Ruedemannipterus stylonuroides, Erettopterus globiceps, Hardieopterus myops, Kiaeropterus otisius y Ctenopterus cestrotus. También estaban presentes peces de mandíbulas tempranas del género Vernonaspis. El entorno en el que vivía R. cicerops era marino marginal (con influencia tanto de agua salada como dulce, como una laguna o un delta). Los yacimientos de euriptéridos del condado de Oneida, que produjeron los fósiles de R. vaningeni, también han producido otros euriptéridos, como Eurypterus remipes.
La formación Dô Son, donde se descubrió R. dosonensis, rara vez conserva fósiles, lo que dificulta la datación de los yacimientos. En lo que presumiblemente es el miembro inferior de la formación, se han encontrado fósiles de los peces Bothriolepis y Vietnamaspis y de las plantas Colpodexylon y Lepidodendropsis. Estos fósiles sugieren una edad Givetiano-Frasniense (Devónico medio a tardío). El presunto miembro medio de la formación, que ha proporcionado los fósiles de euriptéridos, también conserva fósiles de braquiópodos (Lingula), bivalvos (Ptychoparia y Modiolopsis) y restos de peces.
Además de R. dosonensis, también se conocen fósiles fragmentarios de euriptéridos del género Hughmilleria. Dado que las capas rocosas son relativamente homogéneas, los investigadores supusieron en un principio que toda la formación era del Givetiano-Frasniense. Sin embargo, ahora se cree que los depósitos que contienen euriptéridos son del Silúrico Tardío, dado que el Rhinocarcinosoma se conoce exclusivamente de depósitos del Silúrico Tardío (aunque no es imposible que el género haya sobrevivido desapercibido hasta el Devónico Tardío), los restos de peces de la misma capa son similares a peces del Silúrico Tardío y las muestras palinológicas recogidas sugieren una edad del Silúrico Tardío.
Dado que los yacimientos no se han datado con precisión, R. dosonensis y la fauna con la que cohabitaba no se han datado en un período más preciso que el «Silúrico Tardío». La sedimentología de los yacimientos fósiles que contienen R. dosonensis sugiere que el entorno era un delta fluvial en un entorno semiárido.